# Dubonnet-Federung

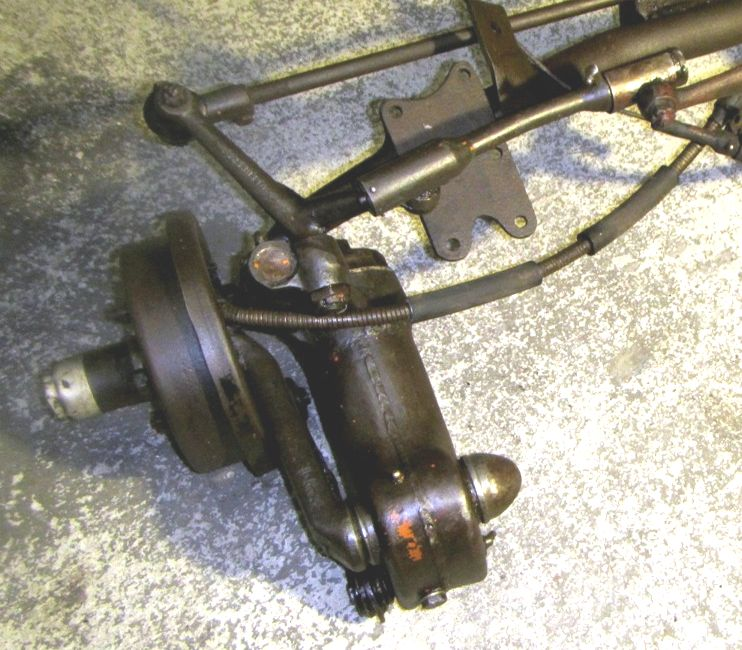
Linkes Dubonnet-Federknie: Radführung, -federung und -dämpfung
(Radschwinge/Kurbelarm geschoben)

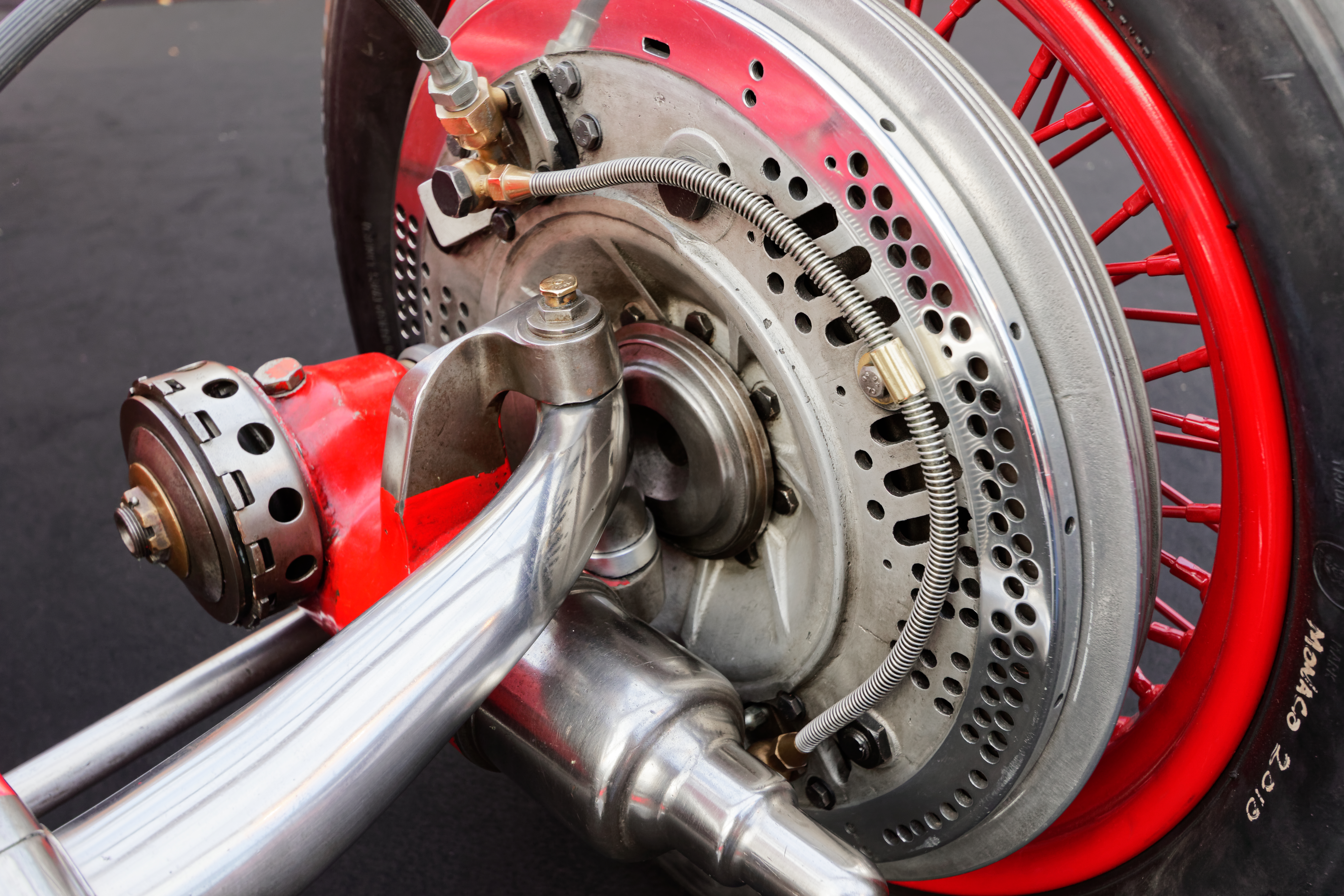
Rad mit Dubonnet-Federknie mit Reibungsdämpfer an einem Alfa Romeo Tipo B

Die Dubonnet-Federung oder das Dubonnet-Federknie ist ein Radaufhängungssystem für Kraftfahrzeuge. Aufhängung, Federung und Stoßdämpfer eines Rades sind dabei in einer Baugruppe zusammengefasst. Die Dubonnet-Federung wurde fast nur für gelenkte Vorderräder verwendet.

## Beschreibung
Der radtragende geschobene Kurbelarm ist drehbar in einem Gehäuse gelagert, das sich um einen rahmenfesten Achsschenkelbolzen schwenken lässt. Mit einem abgewinkelten Hebel, mit dem zusammen sie ein Knie (Federknie) bildet, drückt sie auf die Schraubenfeder und den Kolben des Stoßdämpfers im Inneren des Federgehäuses. Das Gehäuse ist mit Öl gefüllt. Es gehört zwar nicht zu den ungefederten Massen, ist allerdings beim Lenken mit zu bewegen. Die Dämpfung des innerhalb der Feder beweglichen Kolbens im Öl (später ein in die Feder eingefügter Stoßdämpfer mit eigenem Ölgehäuse) löste die bis dahin übliche Reibungsdämpfung ab, die z. B. zwischen den Schichten der Blattfedern auftrat.
Das Federknie wurde ab 1927 von dem französischen Ingenieur André Dubonnet in dessen Unternehmen entwickelt. In den USA wurde es 1931 patentiert. Bei Automobiles André Dubonnet entstand später auch der Aerodynamik-Prototyp Dubonnet Xenia mit dieser Radaufhängung an allen Rädern.
1932 verkaufte er eine Produktionslizenz an den US-Konzern General Motors, der es seinen Tochtergesellschaften Pontiac, Opel und Vauxhall überließ. Auch der Chevrolet Master Deluxe erhielt ab 1935 diese Federung.
Die in Deutschland angemeldeten Patente wurden 1934 mit den Nummern 644 372 und 697 702 ausgestellt. Die ab 1934 von Opel zusammen mit einer blattgefederten hinteren Starrachse verwendeten vorderen Dubonnet-Federknie wurden in der zeitgenössischen Werbung als Synchron-Federung hervorgehoben, da beide Achsen mit gleicher Eigenfrequenz gefedert sein sollten. Opel schrieb dazu in der Werbung: „Die Opel-Synchron-Federung verwendet ... eine weiche Vorderradfederung, ... die mit den ebenfalls weichen, lang ausladenden Blattfedern der Hinterachse gleiche Schwingungen haben, d. h. ‚synchronisiert‘ sind – daher die Bezeichnung Synchron-Federung ...“
Nachteilig war das durch die höhere Masse der mitgelenkten Schwingen oft auftretende Flattern (engl. shimmy) in der Lenkung sowie die starke Seitenneigung des Fahrzeugs bei Kurvenfahrten. Der Wankpol dieser Radaufhängung liegt auf Fahrbahnhöhe.
Von 1934 bis 1940 waren alle Opel-Pkw außer P4 und Kapitän mit der Synchron-Federung versehen: Der Opel 1,3 Liter und Opel 6 (beide ab 1934), Olympia (1935), Kadett (1936; außer der „Normal-Limousine“), Super 6 und der Admiral (beide ab 1937). Die recht aufwändige Konstruktion wurde im ab 1947 wieder produzierten Opel Olympia nicht wieder verwendet. Auch spätere Opel-Modelle bekamen eine andere Vorderradaufhängung.
Fiat verwendete das Dubonnet-Knie ab 1935 im Fiat 1500, kam aber ab 1948 ebenfalls davon ab. Zeitweilig verwendeten auch Alfa Romeo und Simca die Dubonnet-Federung.
Iso verwendete für seine Iso Isetta (1953) eine leicht abgewandelte Konstruktion ohne Winkelhebel mit nahe am Achsschenkel angeordnetem, senkrecht stehendem leichten Blechgehäuse für Feder und Stoßdämpfer. Dadurch ist das Trägheitsmoment um die Hochachse und die Flatterneigung verringert. BMW baute die Isetta in Lizenz und übernahm die Konstruktion für die Kleinwagentypen 600 und 700.